# ニコラ・クヴェリッチ
ニコラ・クヴェリッチ（Nikola Kuveljić (セルビア語: Никола Кувељић、1997年4月6日 - ）は、セルビア・ゼムン出身のプロサッカー選手。FK TSC所属。ポジションはミッドフィールダー。

## クラブ歴
ベオグラード市の自治体であるゼムンに生まれ、地元のクラブであるFKゼムンで若年期を過ごした後、2015-16シーズンにセルビア・スルプスカ・リーガのIMTでトップチームデビューを果たした。
2018年、同リーグのイェディンストヴォ・スルチンに移籍。2018-19シーズン途中にセルビア・プルヴァ・リーガのヤヴォル・イヴァニツァに移籍し、クラブのセルビア・スーペルリーガ昇格に貢献した。
2020年1月19日、エクストラクラサのヴィスワ・クラクフに2019-20シーズン終了までのローン移籍で加入した。2020年5月28日、ヴィスワ・クラクフは買取オプションを行使し、2023年6月までの契約で完全移籍した。